# تاسلیکا (کاهتا)
تاسلیکا (به ترکی استانبولی: Taşlıca) یک روستا در ترکیه است که در بخش کاهتا استان آدیامان کشور ترکیه واقع شده‌است.